# Steinach am Brenner
Steinach am Brenner  je trhová obec v Rakousku ve spolkové zemi Tyrolsko v okrese Innsbruck-venkov. Žije zde přibližně 3 600 obyvatel.

## Poloha
Steinach se nachází v severní části údolí Wipptal při ústí údolí Gschnitztal, na řece Sill, asi 20 km jižně od Innsbrucku. Dominantou obce je barokní farní kostel s mohutným dvouvěžovým průčelím a novorománskou kruchtou.
Centrum obce leží na brennerské silnici B182, osídlení se skládá z četných vsí a statků a v posledních letech zde vyrostla nová zástavba. Územím obce prochází dálnice A13 a Brennerská železnice.
Obec má rozlohu 28,05 km² z toho 11,8 % zaujímá zemědělská půda, necelé dvě procenta připadá na zahrady, 23,4 % jsou vysokohorské pastviny a 56,6 % tvoří les.

### Části obce
V katastrálním území Steinach jsou  tři obce (v závorce je uveden počet obyvatel k 1. lednu 2023):
- Mauern (560)
- Stafflach (330)
- Steinach am Brenner (2794)

Nové osady se nacházejí v Höhenweg, Hochacker, Schlurnweg a v Erlachu.

### Sousední obce
| Matrei am Brenner |                  | Navis   |
| Trins             |                  | Schmirn |
|                   | Gries am Brenner | Vals    |

## Znak
Blason: v modrém štítě zlatý šíp otočený vpravo dolů mezi dvěma zlatými koulemi. Symbolizuje název obce. Šíp symbolizuje řeku Sill, která si razí cestu skrze dva kameny.
Znak byl udělen v roce 1936 u příležitosti povýšení na trhovou obec, ale jako dvorní pečeť byl používán již v roce 1752.